# Hrabstwo Calhoun (Michigan)
Calhoun – hrabstwo w stanie Michigan w USA. Siedzibą hrabstwa jest Marshall.

## Miasta
- Albion
- Battle Creek
- Marshall
- Springfield

## Wioski
- Athens
- Burlington
- Homer
- Tekonsha
- Union City

## CDP
- Brownlee Park
- Level Park-Oak Park

## Hrabstwo Calhoun graniczy z następującymi hrabstwami
- Barry
- Eaton
- Jackson
- Hillsdale
- Branch
- Kalamazoo